# Deborah Jo Bennett
Deborah Jo Bennett (Tuscaloosa, 1950) é uma matemática e educadora matemática estadunidense, professora de matemática na New Jersey City University.

## Formação e carreira
Seu pai era um oficial militar e sua mãe trabalhava como analista de sistemas de computador. Graduada em matemática na Universidade do Alabama em 1972, trabalhou como pesquisadora no Institute for Defense Analyses e como pesquisadora operacional para o Government Accountability Office antes de estudos de pós-graduação para um mestrado na Universidade George Washington em 1980.
Depois de um ano em Gana lecionando matemática através do Corpo da Paz, foi instrutora de matemática na Universidade Pace de 1981 a 1987, e no Farmingdale State College de 1984 a 1993. Enquanto isso também completou um doutorado em educação matemática na Universidade de Nova Iorque em 1993, com a tese The Development of the Mathematical Concept of Randomness: Educational Implications, orientada por Kenneth P. Goldberg.
Ingressou na New Jersey City University como professora assistente de matemática em 1993, acrescentando uma nomeação simultânea em educação em 1999. Desde então foi professora titular e serviu dois mandatos como presidente do Senado da Universidade.

## Livros
Bennett é coautora do livro-texto Algebra for All (com Phillip Aikey e Julio Guillen, McGraw-Hill, 1997). É também autora de dois livros populares de matemática, Randomness (Harvard University Press, 1998), e Logic Made Easy: How to Know When Language Deceives You (W. W. Norton, 2004). Seu livro Logic Made Easy foi listado como um título acadêmico excepcional em 2004 pela Choice Reviews.